# Ormosia loretta
Ormosia loretta là một loài ruồi trong họ Limoniidae. Chúng phân bố ở miền Tân bắc.